# 絶句
絶句（ぜっく）は、漢詩における近体詩の代表的な詩型の一つ。4句から成る。

## 概要
原形となる詩型は、六朝時代に作られはじめている。時代が下るにつれて韻律の規則が次第に整備されて、唐代に入って詩型として完成された。一句が5文字の五言絶句と7文字の七言絶句がある。起承転結の構成を持つ。
絶句は、(1)平仄の規則を厳密に適応した律絶と、(2)制約が比較的緩い古絶に分類される。(2)古絶は五言詩のみである。(1)律絶は格律という点から言えば、律詩の前半4句に相当し、「小律詩」とも呼ばれている。

## 平と仄
第1句第2字が平字であるものを平起、仄字であるものを仄起という。五言では承および結、七言では起、承および結の句で押韻する。起句で押韻しないのは踏落しという。押韻は平韻が多く、まれに仄韻である。
律詩と同じであるのは、五言の二四不同、七言ではさらに二六対（同）にすること、各句第2字を横に見てゆき平仄仄平（または仄平平仄）とすること、「孤平」、「下二連」を避けることなどの粘法である。
ふつうの平仄式、粘法に合わないのは「拗体」という。六言絶句は数は多くない。

### 型式
平字を○で、仄字を●で、合わせて押韻を示せば、
五言絶句仄起式
| 起 | ●●○○● |    |
| 承 | ○○●●○ | 韻 |
| 転 | ○○○●● |    |
| 結 | ●●●○○ | 韻 |

五言絶句平起式
| 起 | ○○○●● |    |
| 承 | ●●●○○ | 韻 |
| 転 | ●●○○● |    |
| 結 | ○○●●○ | 韻 |

七言絶句平起式
| 起 | ○○●●●○○ | 韻 |
| 承 | ●●○○●●○ | 韻 |
| 転 | ●●○○○●● |    |
| 結 | ○○●●●○○ | 韻 |

七言絶句仄起式
| 起 | ●●○○●●○ | 韻 |
| 承 | ○○●●●○○ | 韻 |
| 転 | ○○●●○○● |    |
| 結 | ●●○○●●○ | 韻 |

## 杜甫の詩題としての「絶句」
「詩聖」杜甫が詠んだ無題の詩も「絶句」と呼ばれる。
| 絶句       |                                     |                                                      |
| 原文       | 書き下し文                          | 通釈                                                 |
| 江碧鳥逾白 | 江は碧にして 鳥は逾（いよい）よ白く | 川の水は深緑で鳥はますます白く見え                   |
| 山青花欲燃 | 山は青くして 花は燃えんと欲す       | 山は新緑で花は燃えさからんばかりに赤く見える         |
| 今春看又過 | 今春 看（みすみ）す又過ぐ           | 今年の春も見ているうちにまたもや過ぎ去ろうとしている |
| 何日是歸年 | 何れの日か 是れ帰る年ぞ             | 一体いつになれば故郷に帰れる年がくるというのか       |